# Liste der Baudenkmale in Rietz-Neuendorf
In der Liste der Baudenkmale in Rietz-Neuendorf sind alle Baudenkmale der brandenburgischen Gemeinde Rietz-Neuendorf und ihrer Ortsteile aufgelistet. Grundlage ist die Veröffentlichung der Landesdenkmalliste mit dem Stand vom 31. Dezember 2021. Die Bodendenkmale sind in der Liste der Bodendenkmale in Rietz-Neuendorf aufgeführt.

## Baudenkmale in den Ortsteilen
In den Spalten befinden sich folgende Informationen:
- ID-Nr.: Die Nummer wird vom Brandenburgischen Landesamt für Denkmalpflege vergeben. Ein Link hinter der Nummer führt zum Eintrag über das Denkmal in der Denkmaldatenbank. In dieser Spalte kann sich zusätzlich das Wort Wikidata befinden, der entsprechende Link führt zu Angaben zu diesem Denkmal bei Wikidata.
- Lage: die Adresse des Denkmales und die geographischen Koordinaten. Link zu einem Kartenansichtstool, um Koordinaten zu setzen. In der Kartenansicht sind Denkmale ohne Koordinaten mit einem roten beziehungsweise orangen Marker dargestellt und können in der Karte gesetzt werden. Denkmale ohne Bild sind mit einem blauen bzw. roten Marker gekennzeichnet, Denkmale mit Bild mit einem grünen beziehungsweise orangen Marker.
- Bezeichnung: Bezeichnung in den offiziellen Listen des Brandenburgischen Landesamtes für Denkmalpflege. Ein Link hinter der Bezeichnung führt zum Wikipedia-Artikel über das Denkmal.
- Beschreibung: die Beschreibung des Denkmales
- Bild: ein Bild des Denkmales und gegebenenfalls einen Link zu weiteren Fotos des Baudenkmals im Medienarchiv Wikimedia Commons

### Ahrensdorf
| ID-Nr.                           | Lage                    | Bezeichnung                                          | Beschreibung | Bild                                              |
| -------------------------------- | ----------------------- | ---------------------------------------------------- | --- | ------------------------------------------------- |
| 09115391                         | Lindenstraße 5 (Lage)   | Wohnhaus mit Hofanlage                               | Das Wohnhaus der Hofanlage wurde im Jahr 1907 erbaut, ist aus gelben und roten Backsteinen gefertigt und verfügt über ein Mittelportal mit Portalgiebel. Der Stall stammt aus dem Ende des 19. Jahrhunderts. | Wohnhaus mit Hofanlage                            |
| 09115459                         | Lindenstraße 17 (Lage)  | Dorfschule mit Wirtschaftsgebäude und Feldsteinmauer | Das alte Schulhaus befindet sich auf dem Dorfanger direkt neben der Dorfkirche. Der Backstein- und Putzbau wurde fast zeitgleich mit der Kirche um 1993 restauriert. | weitere Bilder                                    |
| 09115920 Teilobjekt zu: 09115459 | Lindenstraße 17 (Lage)  | Wirtschaftsgebäude                                   | | Wirtschaftsgebäude                                |
| 09115172                         | Lindenstraße 17a (Lage) | Dorfkirche                                           | Die evangelische Dorfkirche steht auf dem Dorfanger. Der ursprünglich mittelalterliche Kirchbau wurde 1793 zur Quersaalkirche mit niedrigem Dachturm umgebaut. Im Inneren befinden sich hölzerne Emporen aus der Umbauzeit. Der Putzbau aus Mischmauerwerk wurde 1993 umfassend saniert und restauriert – die Wetterfahne zeigt das Jahr 1993. | weitere Bilder                                    |
| 09115985 Teilobjekt zu: 09115172 | Lindenstraße 17a (Lage) | Orgel                                                | | Orgel                                             |
| 09115445                         | Lindenstraße 32 (Lage)  | Pfarrhaus mit Scheune, Einfriedung und Waschküche    | Das Pfarrhaus befindet sich am Dorfanger gegenüber der Kirche. Der Backsteinbau wird als Veranstaltungsort genutzt und dient im Winterhalbjahr als Gottesdienstraum. | Pfarrhaus mit Scheune, Einfriedung und Waschküche |
| 09115902 Teilobjekt zu: 09115445 | Lindenstraße 32 (Lage)  | Scheune                                              | | BW                                                |
| 09115903 Teilobjekt zu: 09115445 | Lindenstraße 32 (Lage)  | Waschküche                                           | | BW                                                |
| 09115393                         | Lindenstraße 35 (Lage)  | Gehöft                                               | Der Hof liegt gegenüber dem neuen Feuerwehrhause im Eck des Dorfangers zur Landesstraße 422 nach Wendisch-Rietz. Das um 1900 erbaute Wohnhaus des Gehöfts ist ein gemischter Backstein- und Putzbau. | Gehöft                                            |

### Birkholz
| ID-Nr.                           | Lage              | Bezeichnung                      | Beschreibung | Bild           |
| -------------------------------- | ----------------- | -------------------------------- | --- | -------------- |
| 09115201                         | Kirchweg 1 (Lage) | Dorfkirche mit Einfriedungsmauer | Kirche aus der Mitte des 15. Jahrhunderts, erbaut aus Ziegel- und Feldsteinen. Nach einem Brand 1620 neu gestaltet, verfügt die Kirche über eine der ältesten noch erhaltenen Eingangstüren mit schmiedeeisernen Bändern. | weitere Bilder |
| 09115988 Teilobjekt zu: 09115201 | Kirchweg 1 (Lage) | Orgel                            | | BW             |

### Buckow
| ID-Nr.                           | Lage                          | Bezeichnung                                                                                   | Beschreibung                                                | Bild                                                        |
| -------------------------------- | ----------------------------- | --------------------------------------------------------------------------------------------- | ----------------------------------------------------------- | ----------------------------------------------------------- |
| 09115280 Wikidata                | Falkenberger Straße (Lage)    | Dorfkirche                                                                                    |                                                             | weitere Bilder                                              |
| 09115995 Teilobjekt zu: 09115280 | Falkenberger Straße (Lage)    | Orgel                                                                                         |                                                             | BW                                                          |
| 09115190                         | Falkenberger Straße 35 (Lage) | Pfarrgehöft, bestehend aus Pfarrhaus, Stall und Einfriedung                                   |                                                             | Pfarrgehöft, bestehend aus Pfarrhaus, Stall und Einfriedung |
| 09115580 Teilobjekt zu: 09115190 | Falkenberger Straße 35 (Lage) | Stall                                                                                         |                                                             | BW                                                          |
| 09115090                         | Kolonie 1 (Lage)              | Bahnhof Buckow, bestehend aus Empfangsgebäude mit Güterschuppen und gepflasterter Lindenallee |                                                             | weitere Bilder                                              |
| 09115549 Teilobjekt zu: 09115090 | Kolonie 1 (Lage)              | Güterschuppen                                                                                 | Der Güterschuppen befindet sich rechts vom Empfangsgebäude. | Güterschuppen                                               |
| 09115550 Teilobjekt zu: 09115090 | Kolonie 1 (Lage)              | Pflasterstraße & Allee                                                                        | Die Straße befindet sich rechts vom Empfangsgebäude.        | Pflasterstraße & Allee                                      |

### Glienicke
| ID-Nr.                           | Lage                       | Bezeichnung                                       | Beschreibung | Bild                                              |
| -------------------------------- | -------------------------- | ------------------------------------------------- | --- | ------------------------------------------------- |
| 09115677                         | (Lage)                     | Eisenbahnbrücke über den Glienicker Grund         | Die auch als Lindenberger Viadukt bekannt gewordene Brücke wurde 1898 erbaut und nach Kriegszerstörungen bis zum Jahr 1949 neu errichtet. Sie hat eine Gesamtlänge von 95 Metern und besteht aus vier Bögen. | weitere Bilder                                    |
| 09115285                         | Beeskower Straße (Lage)    | Dorfkirche                                        | Die evangelische Dorfkirche stammt im Ursprung aus dem Mittelalter. Im 19. Jahrhundert wurde die Kirche umgebaut und verputzt. E ist ein Saalbau mit einem eingezogenen Chor und ein Dachturm. Der Dachturm ist verbrettert und trägt eine 'Schweifhaube. Im Inneren befindet sich eine Empore an der westlichen und südlichen Seite der Kirche. Der Altaraufsatz stammt aus der Zeit um 1650. Im Altaraufsatz befindet sich ein Schrein mit fünf Schnitzfiguren aus der Zeit um 1450/1460. | weitere Bilder                                    |
| 09115869 Teilobjekt zu: 09115285 | Beeskower Straße (Lage)    | Taufengel                                         | | BW                                                |
| 09115999 Teilobjekt zu: 09115285 | Beeskower Straße (Lage)    | Orgel                                             | | BW                                                |
| 09115272                         | Beeskower Straße (Lage)    | Preußischer Meilenstein „2 Meilen“, bei km 48,429 | Der Meilenstein befindet sich an der B 246 in Richtung Beeskow, etwa 300 Meter östlich des Abzweiges nach Waldfrieden, an der nördlichen Straßenseite, gegenüber dem Waldrand nahe der Försterei. | Preußischer Meilenstein „2 Meilen“, bei km 48,429 |
| 09115489                         | Beeskower Straße 35 (Lage) | Pfarrgehöft                                       | Das Gehöft wurde um 1800 erbaut. | Pfarrgehöft                                       |

### Görzig
| ID-Nr.                           | Lage                      | Bezeichnung                             | Beschreibung | Bild           |
| -------------------------------- | ------------------------- | --------------------------------------- | ------------ | -------------- |
| 09115381 Wikidata                | Görziger Straße 58 (Lage) | Dorfkirche und umgebende Kirchhofsmauer |              | weitere Bilder |
| 09116020 Teilobjekt zu: 09115381 | Görziger Straße 58 (Lage) | Orgel                                   |              | BW             |
| 09116021 Teilobjekt zu: 09115381 | Görziger Straße 58 (Lage) | Glocke                                  |              | BW             |
| 09115490                         | Kadelhof 1 (Lage)         | Ziegelbrennofen                         |              | BW             |

### Groß Rietz
| ID-Nr.   | Lage                    | Bezeichnung         | Beschreibung | Bild           |
| -------- | ----------------------- | ------------------- | --- | -------------- |
| 09115241 | Beeskower Straße (Lage) | Dorfkirche          | Die im Jahre 1704 als rechteckiger Putzbau errichtete Kirche, wurde 1791 um einen quadratischen Westturm erweitert. Das heutige Aussehen mit dem Spitzhelm hat die Kirche seit 1909.                                                    | weitere Bilder |
| 09115240 | Nebenstraße 1 (Lage)    | Herrenhaus mit Park | Das ehemalige Schloss Groß Rietz wurde von 1693 bis 1700 erbaut. Das Herrenhaus wurde 1995 restauriert. Der Schlosspark ist eine ehemalige barocke Anlage aus der ersten Hälfte des 18. Jahrhunderts. Am Eingang stehen zwei Obelisken. | weitere Bilder |

### Hartensdorf
| ID-Nr.   | Lage               | Bezeichnung                      | Beschreibung | Bild |
| -------- | ------------------ | -------------------------------- | ------------ | ---- |
| 09115529 | Hartensdorf (Lage) | Vierfamilienhaus mit Kelleranbau |              | BW   |

### Herzberg
| ID-Nr.   | Lage                | Bezeichnung                                    | Beschreibung | Bild           |
| -------- | ------------------- | ---------------------------------------------- | --- | -------------- |
| 09115382 | Seestraße 34 (Lage) | Dorfkirche und Einfriedungsmauer des Kirchhofs | Die evangelische Dorfkirche wurde inmitten des Dorfangers um das Jahr 1900 erbaut. Dabei wurden Steine des Vorgängerbaus aus dem 13. Jahrhundert verwendet. | weitere Bilder |

### Neubrück
| ID-Nr.   | Lage                 | Bezeichnung                                                        | Beschreibung | Bild                                                               |
| -------- | -------------------- | ------------------------------------------------------------------ | --- | ------------------------------------------------------------------ |
| 09115530 | (Lage)               | Wehr- und Schleusenanlage („Nadelwehr Wergensee“), Fluss-km 106,22 | Im Frühjahr beziehungsweise im Herbst werden die Nadeln (Holzbohlen) des über 100 Jahre alten Wehres gesetzt oder gezogen, um das Wasser zu stauen oder abfließen zu lassen. | Wehr- und Schleusenanlage („Nadelwehr Wergensee“), Fluss-km 106,22 |
| 09115716 | Neuhaus 15 (Lage)    | Schleuse und Pumpwerk Neuhaus                                      | | BW                                                                 |
| 09115760 | Vorderheide 4 (Lage) | Dorfkirche mit freistehendem Glockenstuhl                          | | weitere Bilder                                                     |

### Pfaffendorf, Lamitsch
| ID-Nr.   | Lage                          | Bezeichnung                                           | Beschreibung | Bild                                                  |
| -------- | ----------------------------- | ----------------------------------------------------- | --- | ----------------------------------------------------- |
| 09115742 | Pfaffendorfer Chaussee (Lage) | Dorfkirche mit Kirchhofeinfriedung und Kriegerdenkmal | Die evangelische Kirche wurde 1736/1737 erbaut. Es ist ein Rechtecksaal mit einem quadratischen Westturm. Der Kanzelaltar stammt aus der Zeit Ende des 18. Jahrhunderts. Weiter befinden sich drei Gemälde in der Kirche. | weitere Bilder                                        |
| 09115385 | Lamitsch 4 (Lage)             | Glockenstuhl und Glocke                               | | Glockenstuhl und Glocke                               |
| 09115506 | Lamitsch 10 (Lage)            | Motormühle mit Müllerwohnhaus und Wirtschaftsgebäuden | | Motormühle mit Müllerwohnhaus und Wirtschaftsgebäuden |

### Raßmannsdorf
| ID-Nr.   | Lage                   | Bezeichnung                    | Beschreibung | Bild                           |
| -------- | ---------------------- | ------------------------------ | ------------ | ------------------------------ |
| 09115180 | Raßmannsdorf 13 (Lage) | Wohnhaus mit Stall und Scheune |              | Wohnhaus mit Stall und Scheune |

### Sauen
| ID-Nr.   | Lage                     | Bezeichnung | Beschreibung | Bild |
| -------- | ------------------------ | --- | --- | --- |
| 09115291 | Zum Anger 6, 7, 8 (Lage) | Gutsanlage mit Herrenhaus, Verwalterhaus, verschiedenen Stallgebäuden, Scheune, Remise, Guts- und Wirtschaftshof mit Trennmauer, Teich und Hofeinfriedung, Gutspark mit Eishaus und Parkeinfriedung sowie zwei Kastanienalleen zum Wald mit Grabstätte von August Bier sowie „Gärtnerhaus“ mit Nebengebäude | Das Gutshaus wurde in der Mitte des 18. Jahrhunderts angelegt. Es ist ein Putzhaus mit einem Mansarddach. Der Eiskeller im Park wurde um 1900 erbaut. Hier befindet sich die Grabstätte von August Bier. | Gutsanlage mit Herrenhaus, Verwalterhaus, verschiedenen Stallgebäuden, Scheune, Remise, Guts- und Wirtschaftshof mit Trennmauer, Teich und Hofeinfriedung, Gutspark mit Eishaus und Parkeinfriedung sowie zwei Kastanienalleen zum Wald mit Grabstätte von August Bier sowie „Gärtnerhaus“ mit Nebengebäude |
| 09115182 | Zum Anger 13 (Lage)      | Pfarrgehöft, bestehend aus Pfarrhaus, Stall, Remise und Scheune | Das Pfarrhaus wurde um 1800 erbaut. | Pfarrgehöft, bestehend aus Pfarrhaus, Stall, Remise und Scheune |
| 09115183 | Zum Anger 14 (Lage)      | Dorfkirche mit Friedhofsmauer | Der mittelalterliche Feldsteinbau aus dem 15. Jahrhundert brannte nach Blitzschlag am 14. August 1895 nieder. Die heute im Ort befindliche Kirche wurde unter Verwendung der Überreste neu errichtet und am 12. April 1897 als Kreuzkirche eingeweiht. Nach Sanierungsarbeiten zwischen 1994 und 1997 wurde die Wiedereinweihung am 8. Juni 1997 gefeiert. Altar, Kanzel und Taufe wurden 1966 neu gestaltet. Die Sauer-Orgel „Opus 697“ stammt aus dem Jahre 1897, die beiden Glocken im Turm stammen von dem Glockengießer Georg Collier aus Zehlendorf, gegossen 1896. | weitere Bilder |

## Ehemalige Baudenkmale
| ID-Nr. | Lage                            | Bezeichnung                     | Beschreibung | Bild |
| ------ | ------------------------------- | ------------------------------- | ------------ | --- |
|        | Görzig Sauener Straße 13 (Lage) | Wohnhaus und Durchfahrtsscheune |              | [[Vorlage:Bilderwunsch/code!/C:52.241409,14.208455!/D:Görzig Sauener Straße 13, Wohnhaus und Durchfahrtsscheune!/\|BW]] |